# Paul-Henri Steinauer
Paul-Henri Steinauer (* 26. November 1948; † 1. Juli 2021 in Freiburg im Üechtland) war ein Schweizer Rechtswissenschaftler mit Schwerpunkten in den Rechtsgebieten Erbrecht, Eherecht und Sachenrecht.

## Leben
Steinauer wurde in Rechtswissenschaften promoviert und habilitiert. Er war Inhaber des französischsprachigen Lehrstuhls für Zivilrecht an der Universität Freiburg im Üechtland. Von 1995 bis 2003 war er Rektor der Universität Freiburg im Üechtland. 2015 erhielt er ein Ehrendoktorat der Universität Luzern. 2018 wurde er emeritiert.
Steinauer war Ersatzrichter am Kantonsgericht Fribourg und ab 1993 Vizepräsident der Eidgenössischen Datenschutz- und Öffentlichkeitskommission. Zudem war er Redaktor der Schweizerischen Zeitschrift für Beurkundungs- und Grundbuchrecht ZBGR und der juristischen Fachzeitschrift Jusletter.